# Un tè con Mussolini
Un tè con Mussolini è un film del 1999 diretto da Franco Zeffirelli, parzialmente autobiografico.

## Trama
Firenze, 1935: alcune signore britanniche vivono in Italia perché affascinate dalla sua cultura e dal suo senso artistico. Una di loro, Mary Wallace, si prende cura di Luca, il figlio nato da una relazione extraconiugale di Paolo, mercante di stoffe che non lo vuole riconoscere.
Hester Random, che fa parte del gruppo delle signore britanniche, è vedova dell'ambasciatore britannico in Italia ed è simpatizzante del fascismo e di Benito Mussolini. Hester, che non vede di buon occhio la statunitense Elsa, collezionista di quadri d'arte moderna e ammaliatrice di uomini, riesce a farsi ricevere da Mussolini e prende un tè con lui che le promette garanzie. Nel frattempo Paolo decide di mandare il figlio Luca a studiare in Austria.
Appena Luca ritorna, ormai adolescente, tutto è cambiato: l'Italia è appena entrata nella seconda guerra mondiale accanto alla Germania e le signore inglesi sono state imprigionate in una caserma di San Gimignano perché considerate sospette a causa della loro nazionalità. Luca cerca di incontrarle di nascosto e ci riesce, svolgendo da mediatore con il mondo esterno; intanto, grazie ai ripetuti incontri con Elsa, finirà per innamorarsi dell'arte moderna. Col procedere degli anni, tutto precipita: il regime fascista cade e i tedeschi invadono Firenze.
Luca cerca di mettere in guardia Elsa circa il suo amante Vittorio, che collabora con gli invasori tedeschi per farla internare. Elsa riesce a fuggire all'estero grazie ai partigiani e dà l'ultimo saluto a Luca. I tedeschi, costretti alla ritirata, decidono prima di scappare di fare esplodere le torri di San Gimignano. Ma le signore inglesi si interpongono tra i soldati e l'esplosivo e li costringono a desistere; l'arrivo degli Alleati a San Gimignano, con le truppe scozzesi in avanguardia, induce così le SS a ritirarsi più a nord. Con l'arrivo dei Liberatori, Mary Wallace rincontra Luca, che è al seguito delle brigate scozzesi, e può constatare che è finalmente diventato il gentleman britannico che suo padre avrebbe voluto.

## Riconoscimenti
- 2000 - Premio BAFTA
  - BAFTA alla migliore attrice non protagonista a Maggie Smith
- 2000 - Nastro d'argento
  - Migliori costumi ad Anna Anni e Alberto Spiazzi